# Laterna magica

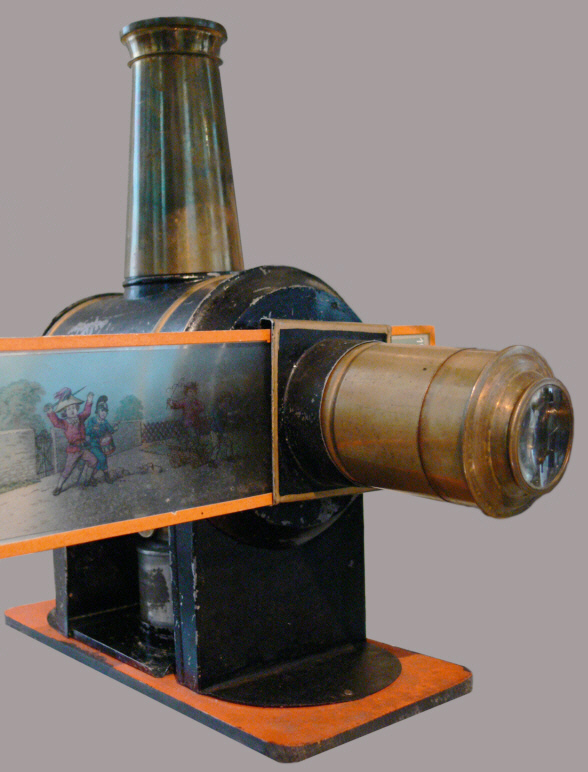
Laterna magica

Laterna magica (z latinského výrazu znamenajícího „kouzelná lampa“) nebo také skioptikon (z řeckého skiá, stín) je jednoduchý promítací přístroj na diapozitivy.

## Popis
Laterna magica byla obvykle dřevěná skříňka se zdrojem světla (svíčka, karbidka, oblouková lampa) a vydutým zrcadlem za ním, jež paprsky soustřeďovalo do otvoru s čočkou (kondenzorem). Před čočkou bylo vedení, kam se zasouvaly skleněné destičky s malovanými průhlednými obrázky a objektiv, jímž se zvětšený obraz promítal na stěnu. Na stejném principu pracuje i pozdější diaprojektor, ovšem s elektrickým zdrojem světla.

## Historie

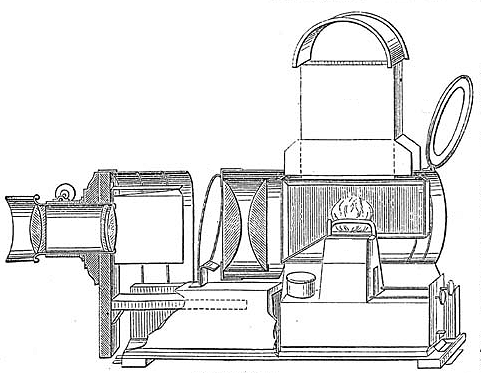
Laterna Magica (Skioptikon)
(obrázek z Meyers Konversationslexikon)

Laterna magica vznikla v polovině 17. století a vynalezl ji patrně holandský fyzik Christiaan Huygens (1629–1695). Brzy potom ji obecně zpopularizoval německý jezuita a vědec Athanasius Kircher v knize Ars magna lucis et umbrae („Velké umění světla a stínu“). V průběhu 18. století se často předváděla na zámcích a ve společnostech, přičemž projekční plochu někdy tvořil kouř, takže iluzivní dojem se ještě zvýšil. V 19. století se laterna magica zdokonalila hlavně díky lepším zdrojům světla a stala se velmi populární zábavou. Přístroje vyráběly všechny optické firmy.
Starý název Laterna magica použili režisér Alfréd Radok a výtvarník Josef Svoboda pro Laternu magiku, nový druh divadelního představení, kombinovaného s promítáním pro světovou výstavu EXPO v Bruselu 1958.